# オイゲン・カンプ
オイゲン・カンプ（Eugen Kampf,1861年3月18日 -1933年8月13日）はドイツの画家である。主に風景画を描いた。

## 略歴
アーヘンで生まれた。父親のアウグスト・カンプ(August Kampf: 1836-1914)は有名な写真家になった人物で、弟のアルトゥール・カンプ(Egbert Paul „Arthur“ Kampf: 1864-1950)も画家になった。1878年から1880年までアントウェルペンの美術学校(Artesis Hogeschool Antwerpen)で学んだ後、1883年までデュッセルドルフ美術アカデミーでオイゲン・デュッカーに学んだ。1884年までブリュッセルの美術学校でも修行した。
1889年にデュッセルドルフに戻り、オランダのハーグ派やフランスのバルビゾン派の活動にならって、オロフ・イェルンベルクやハインリヒ・ヘルマンス(Heinrich Hermanns)、ヘルムート・リーゼガング(Helmuth Liesegang)といった風景画家とともに美術家グループ「Lucas-Club」を作った。このグループは、1891年に発足した「ラインラント・ヴェストファーレン美術協会(Kunstverein für die Rheinlande und Westfalen)」に合流したが、1899年にこの協会はカンプらの「聖ルカ・クラブ(St. Lukas-Club)」と「1899年協会(Vereinigung von 1899)」に分裂することになった。聖ルカ・クラブは、アウグスト・ドイサーやオットー・ハイヘルト(Otto Heichert)、弟のアルトゥール・カンプ、グスタフ・ヴェンドリンク(Gustav Wendling)らも創立メンバーになった。
1880年からミュンヘンのガラス宮殿の展覧会やドレスデンやライプツィヒ、デュッセルドルフなどの展覧会に出展し、多くの賞を受賞し、1906年の大ベルリン美術展(Große Berliner Kunstausstellung)では金メダルを受賞した。1900年のパリ万国博覧会などの海外の展覧会へも出展した。
ウィルヘルム・シュナイダー＝ディダム(Wilhelm Schneider-Didam)と女性のための美術学校を開き、1908年からはデュッセルドルフ美術アカデミーの教授も務めた。

## 作品

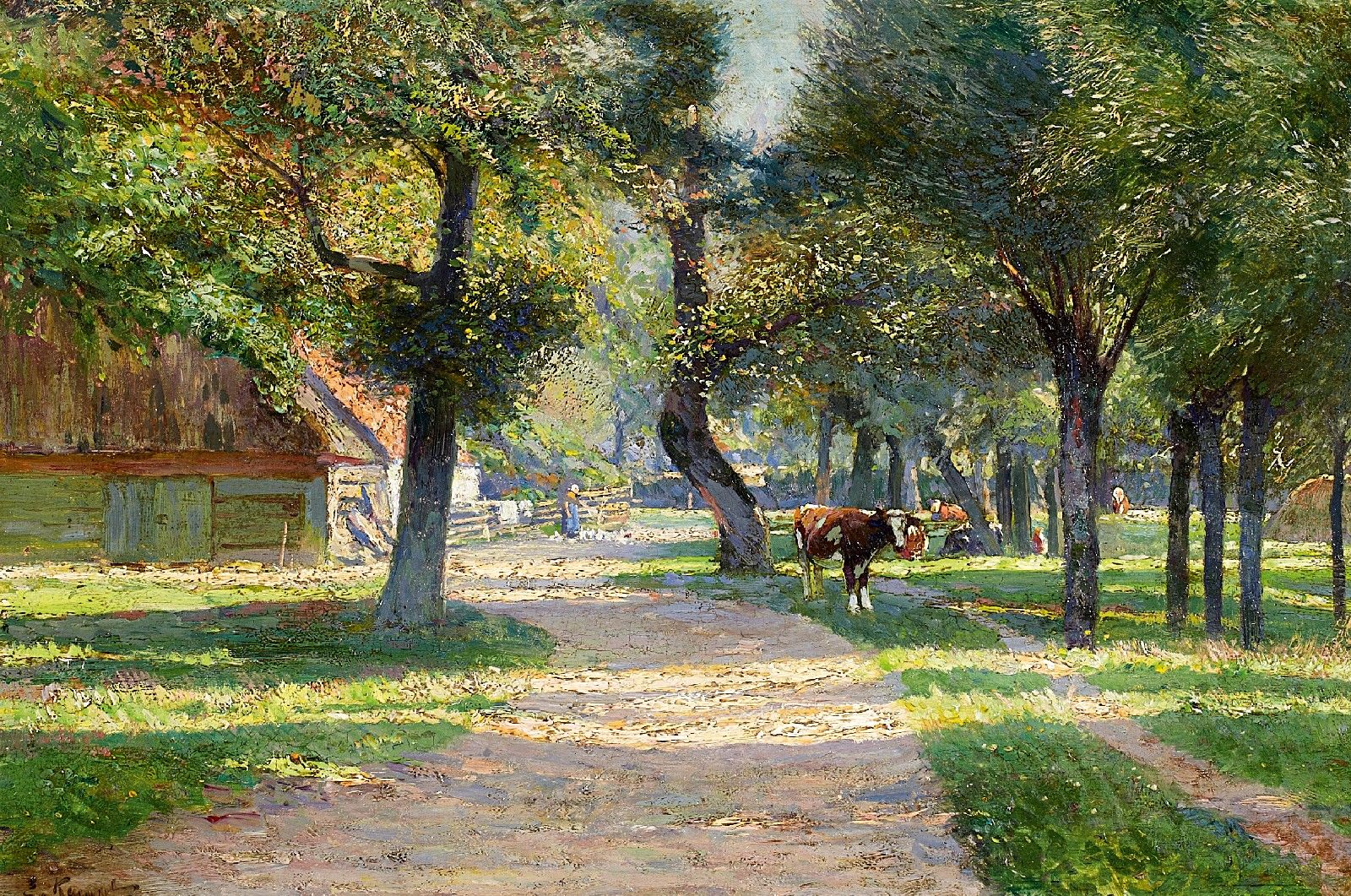
夏の村の風景
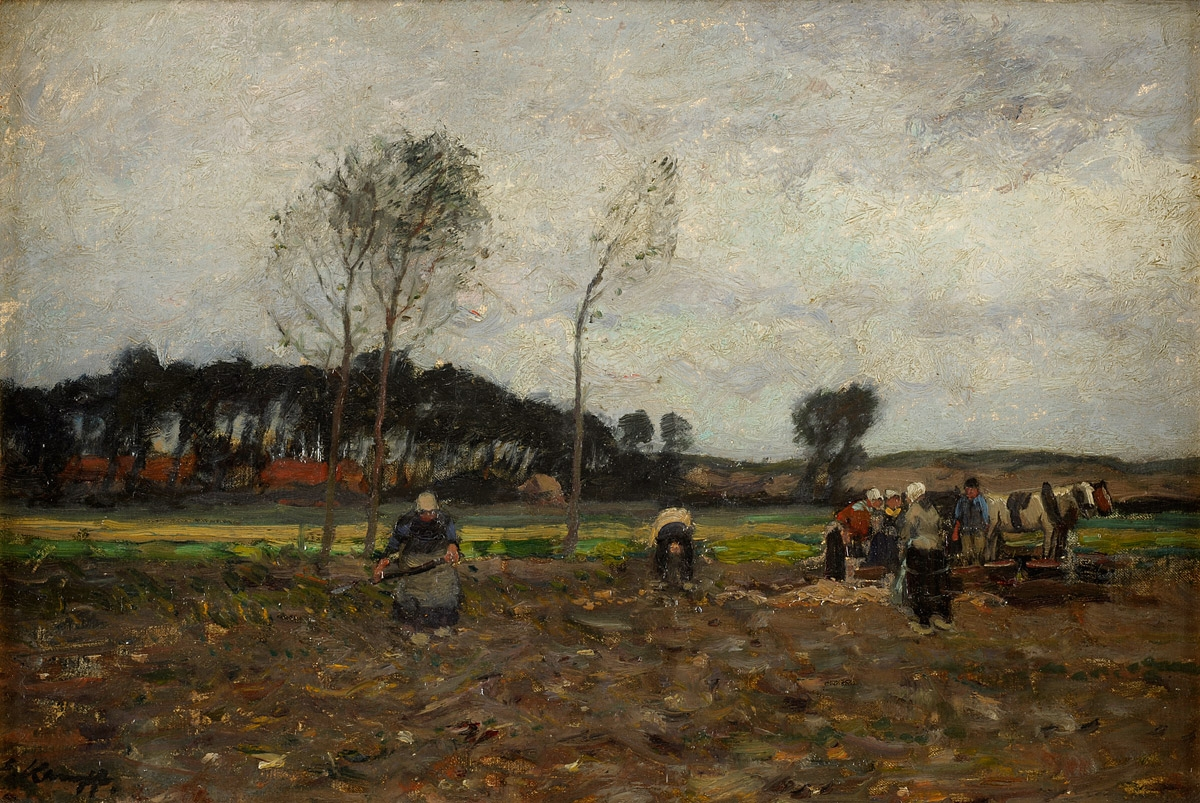
ジャガイモの収穫
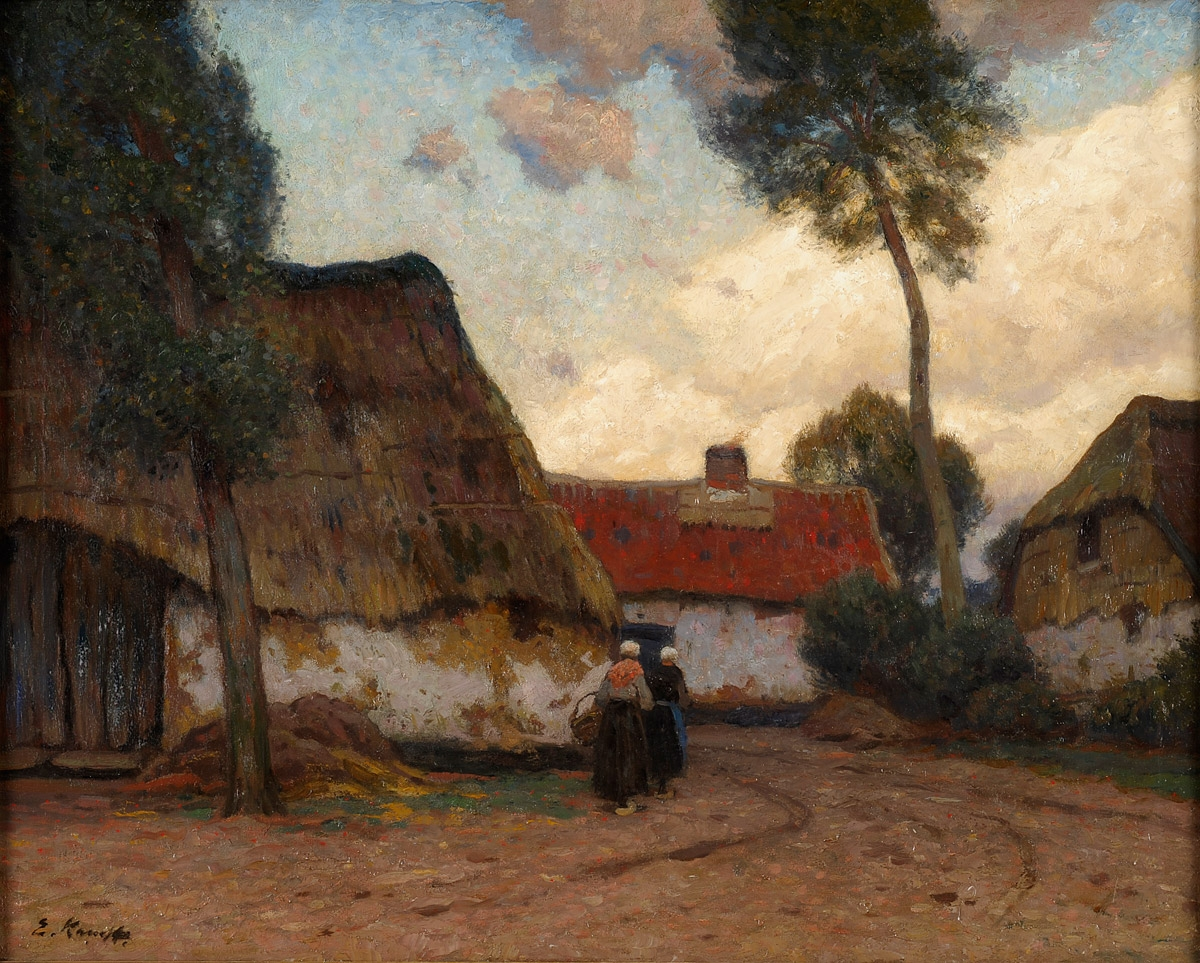
フランドルの村の通り
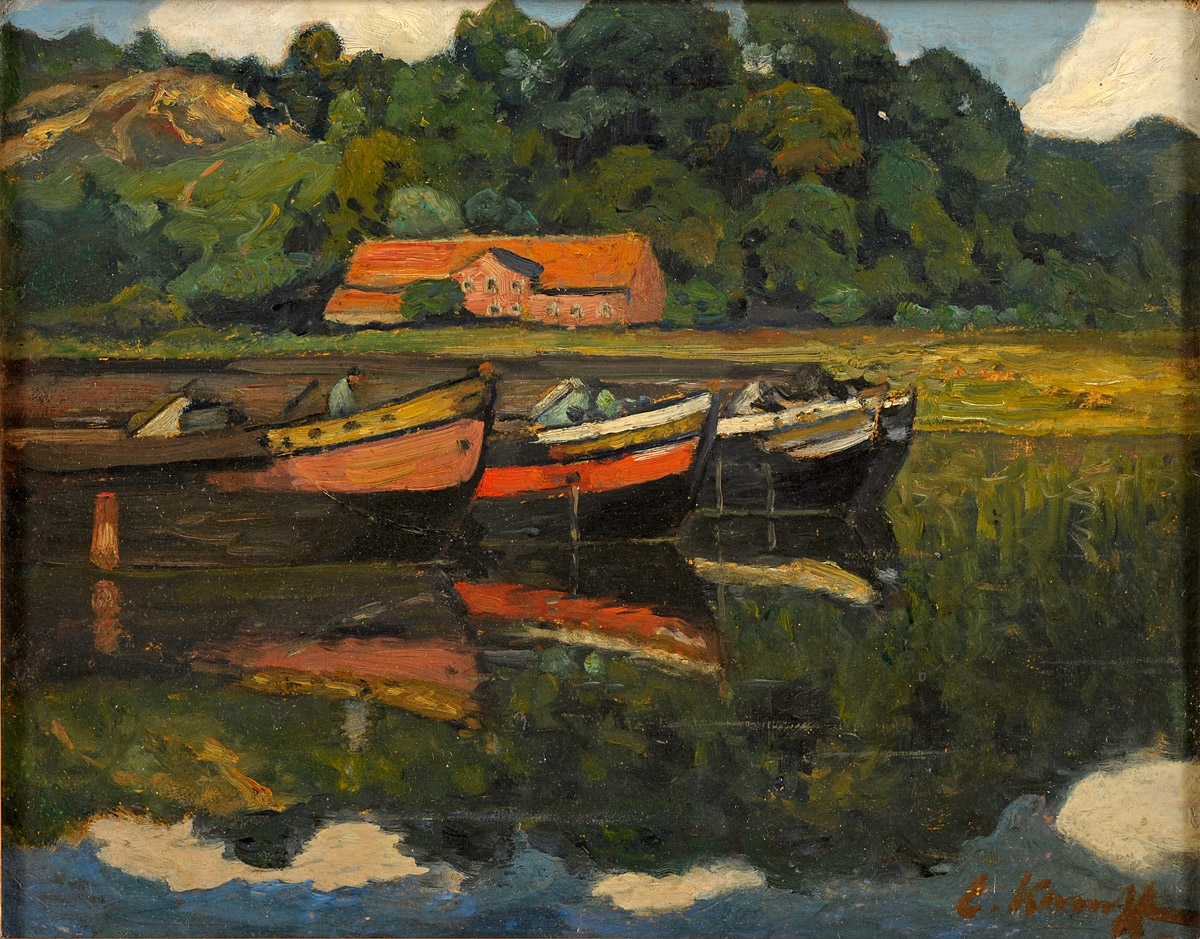
スヘルデ川の荷物船
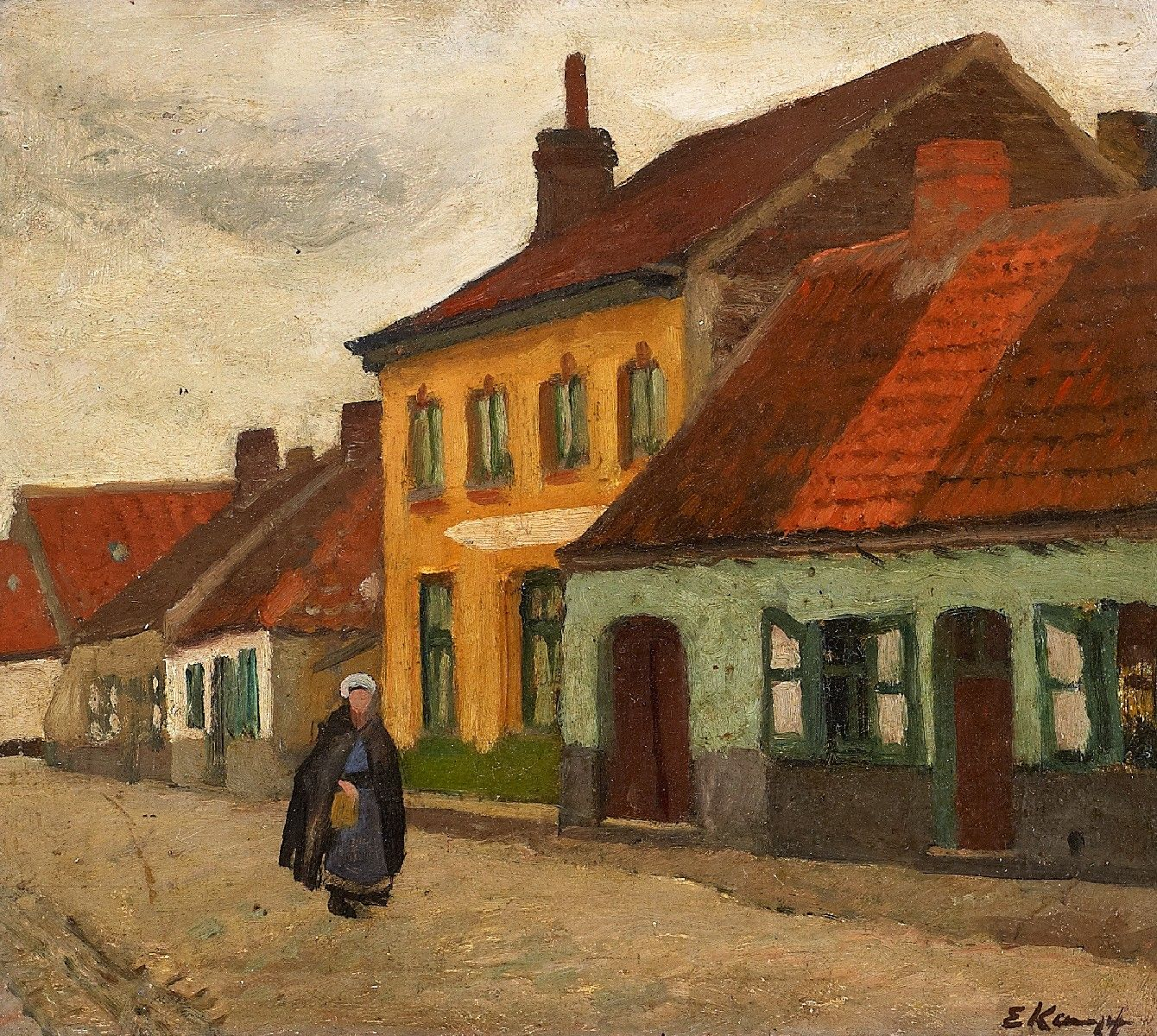
市場への道
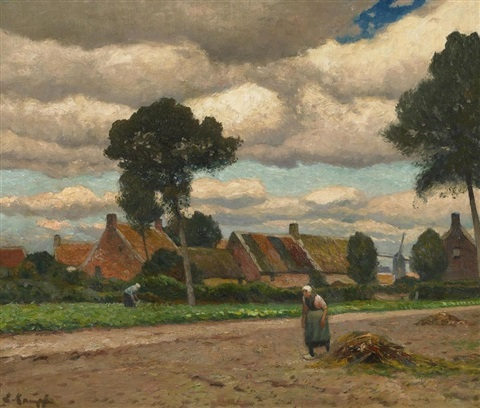
フランドルの村